# 陰嚢腫大
陰嚢腫大（陰囊腫大、いんのうしゅだい）とは陰嚢が大きくなることである。陰嚢が大きくなる疾患のうち陰嚢内に腫瘤が形成される疾患について列記する。

## 陰嚢内腫瘤
- 精液瘤：無痛性で透光性あり。
- 陰嚢水腫：無痛性で透光性あり。
- 精巣腫瘍：無痛性で透光性なし。
- 精巣捻転症：激痛で透光性なし。プレーン兆候陽性：精巣を挙上すると痛みが増強する。
- 精巣上体炎：激痛で透光性なし。プレーン兆候陰性：精巣を挙上すると痛みが改善する。

## 関連する人物
- 西郷隆盛